# Diocèse de Jacmel
Le diocèse de Jacmel (Latin: Dioecesis Iacmeliensis) est une circonscription territoriale de l'Église catholique en Haïti dans le département du Sud-Est. Il fait partie de la province ecclésiastique de Port-au-Prince. Ce diocèse comporte 23 paroisses, réparties sur tout le Sud-est.

## Histoire
Le diocèse de Jacmel a été érigé le 25 février 1988 par division de l'archidiocèse de Port-au-Prince. Le premier évêque de Jacmel fut Guire Poulard.

## Liste des évêques de Jacmel
- Guire Poulard (1988-2009), nommé évêque des Cayes puis archevêque de Port-au-Prince

- Launay Saturné (2010-2018), nommé archevêque de Cap-Haïtien
- Marie Erick Glandas Toussaint (2018-...)